# Stranický systém Nizozemska

Politické strany v Nizozemsku

Stranický systém Nizozemska představuje přehled nizozemských politických stran, jejich právní statut, vnitřní strukturu, historii, činnost a další charakteristiky.

## Obecná charakteristika
Pro Nizozemsko byla tradičně charakteristická segmentace společnosti (verzuiling) a zároveň i politické činnosti. Na přelomu 19. a 20. století již byly zformovány instituce vlastní pro každý segment (odbory, mládežnické, sportovní svazy, občanské organizace, sdělovací prostředky, parciálně vzdělávací systém). Například na školách tvořila výuka národních dějin jen zanedbatelný díl. Segmentace byla konzervována i v době nacistické invaze do země. Do poloviny 60. let 20. století docházelo k minimálním kontaktům mezi jednotlivými skupinami obyvatel.
V provinciích Brabant a Limburg, které leží u hranic s Belgií, byl koncentrován katolický segment (obyvatelstvo), které bylo historicky problematické z důvodu svých protihabsburských aktivit za dosažení nezávislosti na katolickém Španělsku. Dle této charakteristiky by bylo možné nabýt dojmu, že se jedná o problematické provincie, jejichž zájmem je odtržení od země. Ač byly obě dvě přidruženy k Nizozemsku až po vytvoření nezávislého státu a dlouhodobě měly obraz „vnitřních kolonií“, tedy prostoru pro ekonomické ovládnutí, tak přesto získaly autonomii a nemají v dezintegračních tendencí země důležitou roli.
Více problematičtější jsou obecně katolíci, kteří po generace žijí rozeseti v ostatních provinciích země. Zejména katolicky orientovaný segment ze severních částí státu se nejvíce vyhraňoval proti ústřední vládě a hlavní roli kalvinistů. Jedním z důvodů je pocit ohrožení, kdy je katolický blok obklopen právě kalvinisty. V roce 1853 byla schválena katolická hierarchie, které se dostalo aplikace také na politiku. Tím se katolický segment v zemi sjednotil a posílil svou pozici.
Největší afinitu k transformaci a změnám, a tedy největší roli ve věci nestability země však vždy hrál sekularizovaný – občanský segment. Zde jasně vykrystalizovaly hraniční linie, které sekulární blok rozdělily na liberální uskupení (tvořené hlavně vyšší střední a střední třídou) a socialistický blok (nižší střední a nižší třída).
S příchodem 20. století došlo v důsledku třídního a náboženského štěpení (definitivně pak po zavedení všeobecného volebního práva) ke vzniku čtyř fundamentálních politicko-sociálních skupin – komunit, které zůstaly až do 60. let zakonzervovány a měly rozhodující vliv na tvorbu politického systému a skrze něj vliv na vývoj celé společnosti.
 Jednalo se o tyto čtyři komunity:
- katolíky
- kalvinisty
- socialisty
- liberály

V době zformování této struktury jen kalvinistickou část již rozdělovaly dvě strany, a to Antirevoluční strana (Gereformeerde) a Křesťanská historická unie (CHU). Politický systém byl v období 1917-1967 zakotven v pěti hlavních politických stranách. Dalšími třemi z nich byly Katolická lidová strana (KVP) katolické skupiny a dvě strany sekularizovaného bloku – Lidová strana pro svobodu a demokracii (VVD) a Strana práce (PvdA). Velká pětka neobdržela ve volbách mezi lety 1918-1963 nikdy méně než 84% hlasů. V parlamentních volbách roku 1959 dosáhla nejlepšího zisku 91,6% hlasů. Během druhé světové války začalo docházet ke změnám v zaběhnutém systému. Katolíci učinili stranu otevřenou pro veškeré obyvatelstvo a s tím změnili i její název. Socialisté také vyměnili název a zaměřili se nově na potenciál nábožensky orientovaných voličů. Do konce 60. let však nedošlo ke zmenšení významu tzv. politické pětky a voliči stabilně volili stejné strany.

## Politická kultura
Politolog Arend Lijphart pokládá za základní příčiny toho, že se politický systém Nizozemska uchoval při životě a nezhroutil se, i přes minimální komunikativnost mezi jednotlivými čtyřmi skupinami, tyto faktory:
- Pocit sounáležitosti obyvatel s jedním státním celkem.
- Vědomí uchránit jednotu země jako podmínku pro existenci svobody a nezávislost všech skupin i jednotlivců.
- Pocit vnějšího ohrožení obyvatel, které zvyšuje potřebu uchovat jednotný státní celek a nahrává kompromisním řešením, před možnou anexí jiným státní útvarem či rozdrobením země. Tím je vnitřní různorodost vnímána jako menší zlo, jedná se fakticky o „pud sebezáchovy“.

### Základní prvky konsociačního modelu v Nizozemsku
Výhodné pro Nizozemsko, stejně jako v případě Švýcarska byl fakt, že se základní principy konsociačního modelu utvářely v přímé návaznosti na demokratizaci společnosti ve druhé polovině 19. a počátku 20. století. Tím byla posílena tendence se dohodnout mezi jejími jednotlivými segmenty. Rozšíření volebního práva umožnilo lepší vztah politických elit a členů bloku, nových voličů a prohloubení pocitu sounáležitosti všech členů jedné komunity. Na konci 19. století došlo k vyhrocení tří druhů problémů:
- Demokratizace společnosti a volební reforma
- Konflikt mezi sekulárním a náboženským pohledem na vzdělání (církev vs. stát)
- Opožděný příchod průmyslové revoluce do země s důsledkem vzniku dělnických organizací a boj za jejich hodnoty a práva

Nakupením těchto sporů v krátké periodě vznikl model, v němž se prosadila jasná pravidla politické hry, která definovala politiku jako obchodní artikl nikoli střet politických idejí. Triumfoval pragmatismus a tolerance. Došlo k přijetí myšlenky konsensu při řešení všech otázek mezi jednotlivými bloky. Elity nesly hlavní díl odpovědnosti za směřování společnosti a získaly prostor pro vlastní rozhodování ve prospěch nejen své komunity, ale i celku.
Další charakteristikou systému, která se stala akceptovanou, byl princip poměrného zastoupení (proporcionálního) zastoupení, a to nejen v legislativě, ale i v exekutivě. Období po roce 1917 je charakterizováno principem kompromisu, který měl brát ohled na všechny zúčastněné. V průměru bylo v parlamentu zastoupeno 10 politických stran, hlavní slovo však hrála tzv. politická pětka, jen pěti z nich, které zastupovaly tři základní společenské segmenty země. Dva bloky náboženské – katolický (1 strana) a protestantský (2 strany) a třetí sekularizovaný blok (2 strany). To bylo příčinou neschopnosti sestavit jednobarevnou vládu, naopak vždy se jednalo o kabinet koaliční.
Lijphart pokládá za jeden z hlavních principů modelu charakteristický vztah elit ke členům segmentů. Období 1917-1967 lze definovat jako periodu, kdy občan byl depolitizován a celá společnost byla v tomto ohledu neutralizována. Tedy občan byl jen pasivním hráčem politického života, který neměl vliv na jednání politických elit. Například v průzkumu mínění v roce 1954 nemělo 59% respondentů zájem o to, kdo je kandidátem do parlamentu, kterého volí, rozhodovali se jen na základě zaměření politické strany v rámci svého společenského segmentu. Vágnost politických programů a zakonzervování systémů, pak nahrávalo politickým elitám se dohodnout na rozdělení moci a pohodlném vládnutí bez omezujících faktorů.

## Oslabení konsocialismu
Změny ve stranickém životě začaly nabývat významu v 60. letech 20. století, kdy došlo ke vzniku prvních nových stran, ovšem ještě na bázi příslušnosti segmentového rozdělení společnosti. Tyto strany se zrodily štěpením již stávajících, jako např. Komunistická strana Nizozemska, která se vydělila od socialistů.
Od 60. let bylo také patrné, že dříve úzce profilované strany na svou komunitu nastartovaly hledání nových voličů v celém spektru obyvatelstva. Objevily se náznaky spolupráce katolických a dělnických odborů. Sekulární segment hrál v procesu fragmentace existujících politických stran hlavní roli, protože jeho rozpad do nových subjektů proběhl rychleji než u konfesních stran. V průběhu 60. let se Strana práce dále odmítla podílet na koaliční vládě spolu s katolíky. Došlo ke zrodu první stínové vlády v dějinách země, tvořené levicovými proudy sekularizovaných a konfesních stran. Levice také zaútočila na změnu volebního systému, který chtěla změnit na většinový v provinciích a municipálních volbách. Vznikaly nové, malé politické subjekty. Částečně se k nim přiklonili mladí voliči, čímž se snížil volební výsledek tradičních pěti velkých stran v součtu o 10 %. Do největších potíží se dostaly konfesní partaje (Katolická lidová strana ztratila, když ve volbách 1967 obdržela 26,5 % hlasů, v roce 1963 to bylo 31,7 % a roku 1972 již jen 17,7 %). Mladí volili nově vzniklé Demokraty 66 (D66) a Rolnickou stranu. Obě v součtu získaly 9 % hlasů, což odpovídalo poklesu hlasů velkých stran. Dalším novým znakem bylo to, že se voliči začali rozhodovat více na základě stranických předvolebních preferencí a nebáli se hlasovat pro větší množství stran, tedy s rizikem, že jejich hlas propadne.
V 60. letech došlo k rozvolnění tradičních vazeb uvnitř jednotlivých společenských homogenních segmentů. Příkladem toho byly například katolické noviny, které změnily své zaměření na neutrální pohled. Kalvinistická univerzita se rozhodla přijímat ke studiu i katolické studenty. Do té doby odbory založené na příslušnosti k segmentu společnosti začaly spolupracovat s jinými organizacemi na základě profesního zaměření odvětví. Tím došlo z hlediska politologie k posunu politické kultury v Nizozemsku směrem k homogennímu modelu.
Snížil se počet konfesně zaměřených voličů. Křesťanská historická unie ztratila své pozice a v roce 1972 obdržela jen 4,8 % hlasů. Z KVP se odštěpila strana Radikálů, stejným způsobem vznikla strana DS70. Specifickou genezi zaznamenala strana D66, která se zorganizovala jako přímá reakce na tehdejší stranický systém na začátku jeho přeměny. Hlavním mottem strany byla spolupráce s dalšími subjekty, či přesněji se stranickými proudy etablovaných parlamentních partají. V roce 1971 před parlamentními volbami pak s Radikály a Stranou práce vytvořila stínovou vládu a po úspěšných volbách vznikl jejich skutečný kabinet, utvořený ještě se dvěma konfesními stranami. D66 se však obsahově vyprázdnila, ztratila svou image, což se odrazilo v místních volbách roku 1974. Reakcí na to byla nová kampaň strany, která jí představovala jako „rozumnou alternativu“ v opozici ke Straně práce. D66 pokračovala v koaličním sepětí s novou stranou Křesťanskou demokratickou výzvou (CDA), která vzniká v roce 1972 jako reakce na oslabení existujících nábožensky orientovaných stran. D66 přežila až do současnosti a je považována za tzv. pantovou stranu, tedy malý element vhodný k tvorbě vládní koalice.
V 70. letech došlo k poklesu podpory voličů pěti tradičním stranám v součtu až na 72 % hlasů. Jednou z příčin bylo zrušení volební povinnosti a zvýšení atraktivity nových subjektů. Koaliční potenciál CDA dokázal zajistit vládu společně s VVD, protivníkem Strany práce, a tento kabinet přetrval i po volbách v roce 1986. Strana práce volila od 70. let spolupráci s novými stranami – Radikály a D66. Po volebních neúspěších však měnila již koncem tohoto desetiletí strategii a snažila se nebýt tak vyhraněná. Přesto nedosahovala uspokojivého volebního výsledku, který by dostačoval na vytvoření vlády. V zářijových volbách 1989 byla patrná touha elektorátu po změně a došlo k posunu doleva. Hlavním subjektem, který prohrál volby, se stala pravicová Lidová strana za svobodu a demokracii (VVD). Příčinou byl její negativní postoj k návrhu na ochranu životního prostředí, který podpořily všechny další strany. Ve volbách neuspěla také Strana práce. Ztratila tři poslance a podporu levicových subjektů Groen links a D66. Jediným vítězem se pak stala vládní strana CDA pod vedením Ruuda Lubberse, která si podržela výsledek z minulých voleb, tedy 54 křesel a zůstala nejsilnějším politickým subjektem země.
Volby v roce 1989 ukázaly zjevný trend prosazující se od 60. let, který směřoval k existenci dvou druhů koalic:
- pravicově centristické (koalice liberálů a křesťanských demokratů)
- levicově centristické (koalice křesťanských demokratů a původní dělnické Strany práce)

Z voleb tak vzešlo nové vládní spojenectví CDA s PvdA. Část elektorátu PvdA však odmítala vládní snahy na snižování státního deficitu, což se projevilo v klesajících preferencích strany. To na počátku 90. let eskalovalo ve vládní krizi v koalici, spor nastal především v otázkách hospodářské reformy. CDA začala vést rozhovory s opoziční stranou VVD. PvdA na to reagovala kompromisem a přijetím návrhu svého koaličního partnera.
Vládní krize z počátku 90. let posílila ultrapravicovou stranu Středoví demokraté (DC), předtím známou jako Janmaat, ke které přešli voliči z PvdA. Ve volbách 1994 ztratila PvdA 12 křesel (předvolební průzkumy byly ještě více pesimističtější), druhá vládní strana CDA také oslabila, když ze stávajících 54 mandátů klesla na 34, ve volbách 1998 pak získala 29 křesel). Přesto PvdA dokázala utvořit nový tzv. purpurový kabinet s partnery VVD a D66, jenž pokračoval i po volbách v roce 1998, ve kterých PvdA se 45 poslanci stala nejsilnější stranou země. Koaliční partneři v těchto volbách zaznamenaly odlišný výsledek: VVD posílila na 38 křesel (stala se druhou nejsilnější stranou), zatímco D66, která měla z roku 1994 24 křesel (oproti 12 z roku 1989) zaznamenala největší propad vůbec.

## Nizozemské politické strany
| Název v nizozemštině                    | Zkratka | Vznik | Název v češtině                        | Počet | Počet | Počet | Členů (2007) |
| Název v nizozemštině                    | Zkratka | Vznik | Název v češtině                        | TK*   | EK*   | EP*   | Členů (2007) |
| --------------------------------------- | ------- | ----- | -------------------------------------- | ----- | ----- | ----- | ------------ |
| Christen Democratisch Appèl             | CDA     | 1980  | Křesťanskodemokratická výzva           | 41    | 21    | 5     | 69.200       |
| Partij van de Arbeid                    | PvdA    | 1946  | Strana práce                           | 33    | 14    | 3     | 59.327       |
| Socialistische Partij                   | SP      | 1971  | Socialistická strana                   | 25    | 12    | 2     | 50.238       |
| Volkspartij voor Vrijheid en Democratie | VVD     | 1948  | Lidová strana pro svobodu a demokracii | 22    | 14    | 3     | 36.832       |
| Partij voor de Vrijheid                 | PVV     | 2006  | Strana pro svobodu                     | 9     | 0     | 4     | 0            |
| GroenLinks                              | GL      | 1990  | Zelená levice                          | 7     | 4     | 3     | 21.901       |
| ChristenUnie                            | CU      | 2001  | Křesťanská unie                        | 6     | 4     | 2     | 27.683       |
| Democraten 66                           | D66     | 1966  | Demokraté 66                           | 3     | 2     | 3     | 10.370       |
| Staatkundig Gereformeerde Partij        | SGP     | 1918  | Státní reformní strana                 | 2     | 2     | 0     | 26.906       |
| Partij voor de Dieren                   | PvdD    | 2002  | Strana pro zvířata                     | 2     | 1     | 0     | 6.972        |
| Onafhankelijke Senaatsfractie           | OSF     | 1995  | Nezávislá senátní frakce               | 0     | 1     | 0     | 0            |
| Nederland Transparant                   | ET      | 2004  | Nizozemsko transparentní               | 0     | 0     | 2     | 0            |

Legenda
- TK = Tweede Kamer (Poslanecká sněmovna)
- EK = Eerste Kamer (Senát)
- EP = Europees parlament (Evropský parlament 2009)